# روگون
روگون (به لاتین: Rugun) یک منطقهٔ مسکونی در روسیه است که در شهرستان کوراخسکی واقع شده‌است.